# MKB-10 poglavlje II: Neoplazme

## (C00-D48) - Neoplazme (novotvorine)

### (C00-C14) - Zloćudne novotvorine na usni, usnoj šupljini i ždrijelu
- C00 Zloćudna novotvorina usne
  - C00.0 Vanjska gornja usna
  - C00.1 Vanjska donja usna
  - C00.2 Vanjska usna, nespecificirana
  - C00.3 Gornja usna, unutrašnja strana
  - C00.4 Donja usna unutrašnja strana
  - C00.5 Usna, nespecificirana,unutrašnja strana
  - C00.6 Komisura usana
  - C00.8 Novotvorina koja prelazi granicu usne(preklapajuća lezija)
  - C00.9 Usna, nespecificirana

- C01 Zloćudna novotvorina baze jezika
  - C01.0 Zloćudna novotvorina baze jezika

- C02 Zloćudna novotvorina ostalih i nespecificiranih dijelova jezika
  - C02.0 Dorzalna površina jezika
  - C02.1 Rub jezika
  - C02.2 Ventralna površina jezika
  - C02.3 Dvije prednje trećine jezika, dio nespecificiran
  - C02.4 Lingvalna tonzila
  - C02.8 Preklapajuća lezija jezika
  - C02.9 Jezik, nespecificiran

- C03 Zloćudna novotvorina desni
  - C03.0 Gornje desni
  - C03.1 Donje desni
  - C03.9 Desni, nespecificirane

- C04 Zloćudna novotvorina dna usta
  - C04.0 Prednji dio dna usta
  - C04.1 Lateralni dio dna usta
  - C04.8 Preklapajuća lezija dna usta
  - C04.9 Dno usta, nespecificirano

- C05 Zloćudna novotvorina nepca
  - C05.0 Tvrdo nepce
  - C05.1 Meko nepce
  - C05.2 Uvula (resica)
  - C05.8 Preklapajuća lezija nepca
  - C05.9 Nepce, nespecificirano

- C06 Zloćudna novotvorina ostalih i nespecificiranih dijelova usne šupljine
  - C06.0 Sluznica obraza
  - C06.1 Vestibulum usne šupljine
  - C06.2 Retromolarno područje
  - C06.8 Preklapajuća lezija ostalih i nespecificiranih dijelova usta
  - C06.9 Usta, nespecificirana

- C07 Zloćudna novotvorina zaušne (parotidne) žlijezde
  - C07.0 Zloćudna novotvorina zaušne (paraotidne) žlijezde

- C08 Zloćudna novotvorina ostalih i nespecificiranih velikih žlijezda slinovnica
  - C08.0 Podčeljusna (submandibularna) žlijezda
  - C08.1 Podjezična (sublingvalna) žlijezda
  - C08.8 Preklapajuća lezija velikih žlijezda slinovnica
  - C08.9 Velika žlijezda slinovnica, nespecificirana

- C09 Zloćudna novotvorina krajnika
  - C09.0 Fosa tonzilaris
  - C09.1 Tonzilarni nabori (prednji),(stražnji)
  - C09.8 Preklapajuća lezija tonzila
  - C09.9 Tonzila, nespecificirana

- C10 Zloćudna novotvorina orofarinksa
  - C10.0 Valekula
  - C10.1 Prednja strana epiglotisa
  - C10.2 Lateralna stijenka orofarinksa
  - C10.3 Stražnja stijenka orofarinksa
  - C10.4 Branhijalna pukotina
  - C10.8 Preklapajuća lezija orofarinksa
  - C10.9 Orofarinks,nespecificiran;

- C11 Zloćudna novotvorina nazofarinksa
  - C11.0 Gornja stijenka nazofarinksa
  - C11.1 Stražnja stijenka nazofarinksa
  - C11.2 Lateralna stijenka nazofarinksa
  - C11.3 Prednja stijenka nazofarinksa
  - C11.8 Preklapajuća lezija nazofarinksa
  - C11.9 Nazofarinks, nespecificiran

- C12 Zloćudna novotvorina piriformnog sinusa
  - C12.0 Zloćudna novotvorina piriformnog sinusa

- C13 Zloćudna novotvorina hipofarinksa
  - C13.0 Postkrikoidno područje
  - C13.1 Ariepiglotični nabor
  - C13.2 Stražnja stijenka hipofarinksa
  - C13.8 Preklapajuća lezija hipofarinksa
  - C13.9 Hipofarinks, nespecificiran

- C14 Zloćudna novotvorina ostalih i nedovoljno definiranih sijela na usni, usnoj šupljini i ždrijelu
  - C14.0 Novotvorina ždrijelo, nespecificirano
  - C14.1 Laringofarinks
  - C14.2 Waldeyerov prsten
  - C14.8 Preklapajuća lezija usne šupljine i ždrijela

### (C15-C26) - Zloćudne novotvorine probavnih organa
- C15 Zloćudna novotvorina jednjaka
  - C15.0 Cervikalni dio jednjaka
  - C15.1 Torakalni dio jednjaka
  - C15.2 Abdominalni dio jednjaka
  - C15.3 Gornja trećina jednjaka
  - C15.4 Srednja trećina jednjaka
  - C15.5 Donja trećina jednjaka
  - C15.8 Preklapajuća lezija jednjaka
  - C15.9 Jednjak, nespecificiran

- C16 Zloćudna novotvorina želuca
  - C16.0 Kardija
  - C16.1 Fundus želuca
  - C16.2 Trup želuca
  - C16.3 Antrum pilorusa
  - C16.4 Pilorus
  - C16.5 Mala krivina, nespecificirana
  - C16.6 Velika krivina želuca, nespecificirana
  - C16.8 Preklapajuća lezija želuca
  - C16.9 Novotvorina, želudac, nespecificiran

- C17 Zloćudna novotvorina tankoga crijeva
  - C17.0 Dvanaesnik (duodenum)
  - C17.1 Jejunum
  - C17.2 Ileum
  - C17.3 Meckelov divertikul
  - C17.8 Preklapajuća lezija tankoga crijeva
  - C17.9 Tanko crijevo, nespecificirano

- C18 Zloćudna novotvorina debeloga crijeva (kolona)
  - C18.0 Cekum
  - C18.1 Crvuljak (apendiks)
  - C18.2 Uzlazno debelo crijevo (ascendentni kolon)
  - C18.3 Jetreni pregib (hepatična fleksura)
  - C18.4 Poprečno debelo crijevo (transverzalni kolon)
  - C18.5 Slezenski pregib (splenična fleksura)
  - C18.6 Silazno debelo crijevo (descendentni kolon)
  - C18.7 Sigmoidni kolon
  - C18.8 Preklapajuća lezija kolona
  - C18.9 Kolon, nespecificiran

- C19 Zloćudna novotvorina rektosigmoidnog prijelaza
  - C19.0 Zloćudna novorvorina rektosigmoidnog prijelaza

- C20 Zloćudna novotvorina završnog debelog crijeva(rektuma)
  - C20.0 Zloćudna novotvorina završnog debelog crijeva (rektuma)

- C21 Zloćudna novotvorina čmara (anusa) i analnog kanala
  - C21.0 Anus, nespecificiran
  - C21.1 Analni kanal
  - C21.2 Kloakogena zona
  - C21.8 Preklapajuća lezija rektuma, anusa i analnog kanala

- C22 Zloćudna novotvorina jetre i intrahepatičnih žučnih vodova
  - C22.0 Rak jetrenih stanica
  - C22.1 Rak intrahepatičnih žučnih vodova
  - C22.2 Hepatoblastom
  - C22.3 Angiosarkom jetre
  - C22.4 Ostali sarkomi jetre
  - C22.7 Ostali specificirani karcinomi jetre
  - C22.9 Jetra, nespecificirana

- C23 Zloćudna novotvorina žučnog mjehura
  - C23.0 Zloćudna novotvorina žučnog mjehura

- C24 Zloćudna novotvorina ostalih i nespecificiranih dijelova bilijarnoga trakta
  - C24.0 Izvanjetreni (ekstrahepatični) žučni vodovi
  - C24.1 Ampula Vateri
  - C24.8 Preklapajuća lezija bilijarnog trakta
  - C24.9 Bilijarni trakt, nespecificiran

- C25 Zloćudna novotvorina gušterače
  - C25.0 Glava gušterače
  - C25.1 Trup gušterače
  - C25.2 Rep gušterače
  - C25.3 Kanal gušterače
  - C25.4 Endokrina gušterača
  - C25.7 Ostali dijelovi gušterače
  - C25.8 Preklapajuća lezija gušterače
  - C25.9 Gušterača, nespecificirana

- C26 Zloćudna novotvorina ostalih i nedovoljno definiranih probavnih organa
  - C26.0 Crijevni (intestinalni) trakt, nespecificirani dio
  - C26.1 Slezena
  - C26.8 Preklapajuća lezija probavnog sustava
  - C26.9 Nedovoljno definirana sijela probavnog sustava

### (C30-C39) - Zloćudne novotvorine u dišnom sustavu i intratorakalnim organima
- C30 Zloćudna novotvorina nosne šupljine i srednjeg uha
  - C30.0 Nosna šupljina
  - C30.1 Srednje uho

- C31 Zloćudna novotvorina akcesornih sinusa
  - C31.0 Sinus gornje čeljusti (maksilarni sinus)
  - C31.1 Etmoidalni sinus
  - C31.2 Frontalni sinus
  - C31.3 Sfenoidalni sinus
  - C31.8 Preklapajuća lezija akcesornih sinusa
  - C31.9 Akcesorni sinus, nespecificiran

- C32 Zloćudna novotvorina grkljana (larinksa)
  - C32.0 Glotis
  - C32.1 Supraglotis
  - C32.2 Subglotis
  - C32.3 Laringealna hrskavica
  - C32.8 Preklapajuća lezija grkljana
  - C32.9 Grkljan, nespecificiran

- C33 Zloćudna novotvorina dušnika (traheje)

- C34 Zloćudna novotvorina dušnica (bronha) i pluća
  - C34.0 Glavni bronh
  - C34.1 Gornji režanj, bronh ili pluća
  - C34.2 Srednji režanj, bronh ili pluća
  - C34.3 Donji režanj, bronh ili pluća
  - C34.8 Preklapajuća lezija bronha i pluća
  - C34.9 Bronh ili pluća, nespecificirani

- C37 Zloćudna novotvorina prsne žlijezde (timus)
  - C37.0 Zloćudna novotvorina prsne žlijezde(timus)

- C38 Zloćudna novotvorina srca, sredoprsja (medijastinuma) i plućne ovojnice (pleure)
  - C38.0 Srce
  - C38.1 Prednji medijastinum
  - C38.2 Stražnji medijastinum
  - C38.3 Sredoprsje (medijastinum), dio nespecificiran
  - C38.4 Plućna ovojnica (pleura)
  - C38.8 Preklapajuća lezija srca, sredoprsja i plućne ovojnice

- C39 Zloćudna novotvorina ostalih i nedovoljno definiranih sijela u dišnom sustavu i intratorakalnim organima
  - C39.0 Gornji dišni trakt, dio nespecificiran
  - C39.8 Preklapajuća lezija dišnih i intratorakalnih organa
  - C39.9 Nedovoljno definirana sijela unutar dišnog sustava

### (C40-C41) - Zloćudne novotvorine kosti i zglobne hrskavice
- C40 Zloćudna novotvorina kostiju i zglobne hrskavice udova
  - C40.0 Lopatica(skapula) i dugačke kosti ruke
  - C40.1 Kratke kosti ruke
  - C40.2 Duge kosti donjeg uda
  - C40.3 Kratke kosti donjeg uda
  - C40.8 Preklapajuća lezija kosti i zglobne hrskavice udova
- +C40.9 Kost izglobna hrskavica udova, nespecificirani

- C41 Zloćudna novotvorina kosti i zglobne hrskavice ostalih i nespecificiranih sijela
  - C41.0 Kosti lubanje i lica
  - C41.1 Mandibula
  - C41.2 Kralježnica
  - C41.3 Rebra, prsna (sternum) i ključna kost (klavikula)
  - C41.4 Zdjelične kosti, križna (sakrum) i trtična (kokcigij) kost
  - C41.8 Preklapajuća lezija kosti i zglobne hrskavice
  - C41.9 Kost i zglobna hrskavica, nespecificirane

### (C43-C44) - Zloćudne novotvorine kože
- C43 Zloćudni melanom kože
  - C43.0 Zloćudni melanom usne
  - C43.1 Zloćudni melanom očne vjeđe, uključujući kantus
  - C43.2 Zloćudni melanom uha i zvukovoda
  - C43.3 Zloćudni melanom ostalih i nespecificiranih dijelova lica
  - C43.4 Zloćudni melanom vlasišta (skalpa) i vrata
  - C43.5 Zloćudni melanom trupa
  - C43.6 Zloćudni melanom ruke, uključujući rame
  - C43.7 Zloćudni melanom noge, uključujući kuk
- +C43.8 Preklapajući zloćudni melanom kože
  - C43.9 Zloćudni melanom kože, nespecificiran

- C44 Ostale zloćudne novotvorine kože
  - C44.0 Koža usne
  - C44.1 Koža očne vjeđe, uključujući kantus
  - C44.2 Koža uha i vanjskoga ušnog kanala (zvukovoda)
  - C44.3 Koža ostalih i nespecificiranih dijelova lica
  - C44.4 Koža vlasišta i vrata
  - C44.5 Koža trupa
  - C44.6 Koža ruke, uključujući rame
  - C44.7 Koža noge, uključujući kuk
  - C44.8 Preklapajuća lezija kože
  - C44.9 Zloćudna novotvorina kože, nespecificirana

### (C45-C49) - Zloćudne novotvorine vezivnoga i mekoga tkiva
- C45 Mezoteliom
  - C45.0 Mezoteliom pleure
  - C45.1 Mezoteliom potrbušnice
  - C45.2 Mezoteliom perikarda
  - C45.7 Mezoteliom ostalih sijela
  - C45.9 Mezoteliom, nespecificiran

- C46 Kaposijev sarkom
  - C46.0 Kaposijev sarkom kože
  - C46.1 Kaposijev sarkom mekoga tkiva
  - C46.2 Kaposijev sarkom nepca
  - C46.3 Kaposijev sarkom limfnih čvorova
  - C46.7 Kaposijev sarkom ostalih sijela
  - C46.8 Kaposijev sarkom višestrukih sijela
  - C46.9 Kaposijev sarkom, nespecificiran

- C47 Zloćudne novotvorine perifernih živaca i autonomnoga živčanog sustava
  - C47.0 Periferni živci glave, lica i vrata
  - C47.1 Periferni živci ruke, uključujući rame
  - C47.2 Periferni živci noge, uključujući kuk
  - C47.3 Periferni živci prsnoga koša
  - C47.4 Periferni živci trbušne šupljine
  - C47.5 Periferni živci zdjelice
  - C47.6 Periferni živci trupa, nespecificirani
  - C47.8 Preklapajuća lezija perifernih živaca i autonomnog živčanog sustava
  - C47.9 Periferni živci i autonomni živčani sustav, nespecificirano

- C48 Zloćudna novotvorina retroperitoneja i peritoneja
  - C48.0 Retroperitonej
  - C48.1 Označeni dijelovi peritoneja
  - C48.2 Peritonej, nespecificiran
  - C48.8 Preklapajuća lezija retroperitoneja i peritoneja

- C49 Zloćudna novotvorina ostaloga vezivnoga i mekoga tkiva
  - C49.0 Vezivno i meko tkivo glave, lica i vrata
  - C49.1 Vezivno i meko tkivo ruke, uključujući rame
  - C49.2 Vezivno i meko tkivo noge, uključujući kuk
  - C49.3 Vezivno i meko tkivo prsnoga koša
  - C49.4 Vezivno i meko tkivo trbušne šupljine
  - C49.5 Zdjelično vezivno i meko tkivo
  - C49.6 Vezivno i meko tkivo trupa, nespecificirano
  - C49.8 Preklapajuća lezija vezivnogi mekog tkiva
  - C49.9 Vezivno i meko tkivo, nespecificirano

### (C50-C58) - Zloćudne novotvorine dojke i ženskih spolnih organa
- C50 Zloćudna novotvorina dojke
  - C50.0 Bradavica i areola
  - C50.1 Središnji dio dojke
  - C50.2 Gornji unutrašnji četverokut dojke
  - C50.3 Donji unutrašji četverokut dojke
  - C50.4 Gornji vanjski četverokut dojke
  - C50.5 Donji vanjski četverokut dojke
  - C50.6 Aksilarni dio dojke
  - C50.8 Preklapajuća lezija dojke
  - C50.9 Dojka, nespecificirana

- C51 Zloćudna novotvorina stidnice (vulve)
  - C51.0 Velike usne
  - C51.1 Male usne
  - C51.2 Dražica (klitoris)
  - C51.8 Preklapajuća novotvorina vulve
  - C51.9 Vulva, nespecificirana

- C52 Zloćudna novotvorina rodnice (vagine)
  - C52.0 Zloćudna novotvorina rodnice (vagine)

- C53 Zloćudna novotvorina vrata maternice (cerviksa)
  - C53.0 Endocerviks
  - C53.1 Egzocerviks
  - C53.8 Preklapajuća lezija vrata maternice
  - C53.9 Vrat maternice, nespecificiran

- C54 Zloćudna novotvorina trupa maternice (korpusa)
  - C54.0 Istmus uterusa
  - C54.1 Endometrij
  - C54.2 Miometrij
  - C54.3 Fundus uterusa
  - 54.8 Preklapajuća lezija trupa maternice
  - C54.9 Trup maternice, nespecificirano

- C55 Zloćudna novotvorina maternice, nespecificirani dio
  - C55.0 Zloćudna novotvorina maternice, nespecificirani dio

- C56 Zloćudna novotvorina jajnika (ovarija)
  - C56.0 Zloćudna novotvorina jajnika (ovarija)

- C57 Zloćudna novotvorina ostalih i nespecificiranih ženskih spolnih organa
  - C57.0 Jajovod (Fallopijeva tuba)
  - C57.1 Novotvorina, široki ligament
  - C57.2 Okrugli ligament
  - C57.3 Parametrij
  - C57.4 Adneksi maternice, nespecificirani
  - C57.7 Ostali specificirani ženski spolni organi
  - C57.8 Preklapajuća lezija ženskih spolnih organa
  - C57.9 Novotvorina, ženski spolni organ, nespecificiran

- C58 Zloćudna novotvorina posteljice
  - C58.0 Zloćudna novotvorina posteljice

### (C60-C63) - Zloćudne novotvorine muških spolnih organa
- C60 Zloćudna novotvorina spolnog uda (penisa)
  - C60.0 Prepucij
  - C60.1 Glavić (glans) penisa
  - C60.2 Trup penisa
  - C60.8 Preklapajuća lezija penisa
  - C60.9 Penis, nespecificiran

- C61 Zloćudna novotvorina kestenjače (prostate)
  - C61.0 Zloćudna novotvorina kestenjače (prostate)

- C62 Zloćudna novotvorina sjemenika (testisa)
  - C62.0 Nespušteni testis
  - C62.1 Spušteni testis
  - C62.9 Testis, nespecificiran

- C63 Zloćudna novotvorina ostalih i nespecificiranih muških spolnih organa
  - C63.0 Pasjemenik (epididimis)
  - C63.1 Sjemena vrpca
  - C63.2 Mošnja (skrotum)
  - C63.7 Ostali specificirani muški spolni organi
  - C63.8 Preklapajuća lezija muških spolnih organa
  - C63.9 Muški spolni organ, nespecificiran

### (C64-C68) - Zloćudne novotvorine mokraćnih organa
- C64 Zloćudna novotvorina bubrega, osim bubrežne zdjelice
  - C64.0. Zloćudna novotvorina bubrega, osim bubrežne zdjelice

- C65 Zloćudna novotvorina bubrežne zdjelice
  - C65.0 Zloćudna novotvorina bubrežene zdjelice

- C66 Zloćudna novotvorina mokraćovoda (uretera)
  - C66.0 Zloćudna novotvorina mokraćovoda (uretera)

- C67 Zloćudna novotvorina mokraćnoga mjehura
  - C67.0 Trigonum mokraćnoga mjehura
  - C67.1 Fundus mokraćnoga mjehura
  - C67.2 Lateralna stijenka mokraćnoga mjehura
  - C67.3 Prednja stijenka mokraćnoga mjehura
  - C67.4 Stražnja stijenka mokraćnoga mjehura
  - C67.5 Vrat mokraćnoga mjehura
  - C67.6 Orificij uretera
  - C67.7 Urahus
  - C67.8 Preklapajuća lezija mokraćnoga mjehura
  - C67.9 Mokraćni mjehur, nespecificiran

- C68 Zloćudna novotvorina ostalih i nespecificiranih mokraćnih organa
  - C68.0 Mokraćna cijev (uretra)
  - C68.1 Parauretralna žlijezda
  - C68.8 Preklapajuća lezija mokraćnih mjehura
  - C68.9 Mokraćni organ, nespecificiran

### (C69-C72) - Zloćudne novotvorine živčanog sustava
- C69 Zloćudna novotvorina oka i adneksa
  - C69.0 Spojnica oka (konjunktiva)
  - C69.1 Rožnica (korneja)
  - C69.2 Mrežnica (retina)
  - C69.3 Novotvorina, žilnica (korioideja)
  - C69.4 Zrakasto (cilijarno) tijelo
  - C69.5 Suzna (lakrimalna) žlijezda i kanal
  - C69.6 Očna šupljina (orbita)
  - C69.8 Preklapajuća lezija oka i adneksa
- +C69.9 Oko, nespecificirano

- C70 Zloćudna novotorina moždanih ovojnica (meningi)
  - C70.0 Cerebralne moždane ovojnice
  - C70.1 Spinalne moždane ovojnice
  - C70.9 Moždane ovojnice, nespecificirane

- C71 Zloćudna novotvorina mozga
  - C71.0 Veliki mozak, osim režnjeva i komora
  - C71.1 Frontalni režanj
  - C71.2 Temporalni režanj
  - C71.3 Parijetalni režanj
  - C71.4 Okcipitalni režanj
  - C71.5 Moždana komora
  - C71.6 Mali mozak
  - C71.7 Moždano deblo
  - C71.8 Preklapajuća lezija mozga
  - C71.9 Mozak, nespecificiran

- C72 Zloćudna novotvorina kralježnične moždine i ostalih dijelova središnjega živčanog sustava
  - C72.0 Kralježnična moždina
  - C72.1 Kauda ekvina
  - C72.2 Njušni (olfaktorni) živac
  - C72.3 Vidni (optički) živac
  - C72.4 Slušni živac
  - C72.5 Ostali i nespecificirani kranijalni živci
  - C72.8 Preklapajuća lezija mozga i ostalih dijelova središnjega živčanog sustava
  - C72.9 Središnji živčani sustav, nespecificiran

### (C73-C75) - Zloćudne novotvorine endokrinih žlijezda i srodnih struktura
- C73 Zloćudna novotvorina štitnjače
  - C73.0 Zloćudana novotvorina štitnjače

- C74 Zloćudna novotvorina nadbubrežne žlijezde
  - C74.0 Kora nadbubrežne žlijezde
  - C74.1 Srž nadbubrežne žlijezde
  - C74.9 Nadbubrežna žlijezda, nespecificirana

- C75 Zloćudna novotvorina ostalih endokrinih žlijezda i srodnih struktura
  - C75.0 Paratireoidna žlijezda
  - C75.1 Hipofiza (pituitarna) žlijezda
  - C75.2 Kraniofaringealni kanal
  - C75.3 Epifiza (pinealna) žlijezda
  - C75.4 Karotidno tijelo
  - C75.5 Aortno tijelo i ostali paragangliji
  - C75.8 Pluriglandularna zahvaćenost, nespecificirana
  - C75.9 Endokrina žlijezda, nespecificirana

### (C76-C80) - Zloćudne novotvorine, sekundarne i nespecificirane
- C76 Zloćudna novotvorina ostalih i nedovoljno definiranih sijela
  - C76.0 Glava, lice i vrat
  - C76.1 Toraks
  - C76.2 Abdomen
  - C76.3 Zdjelica (pelvis)
  - C76.4 Ruka
  - C76.5 Noga
  - C76.7 Ostala nedovoljno definirana sijela
  - C76.8 Preklapajuća lezija ostalih i nedovoljno definiranih sijela

- C77 Sekundarne i nespecificirane zloćudne novotvorine limfnih čvorova
  - C77.0 Limfni čvorovi glave, lica i vrata
  - C77.1 Intratorakalni limfni čvorovi
  - C77.2 Intraabdominalni limfni čvorovi
  - C77.3 Aksilarni i limfni čvorovi ruke
  - C77.4 Ingvinalni i limfni čvorovi noge
  - C77.5 Intrapelvični limfni čvorovi
  - C77.8 Limfni čvorovi višestrukih područja
  - C77.9 Limfni čvor, nespecificiran

- C78 Sekundarne zloćudna novotvorina dišnih i probavnih organa
  - C78.0 Sekundarna zloćudna novotvorina pluća
  - C78.1 Sekundarna zloćudna novotvorina sredoprsja
  - C78.2 Sekundarna zloćudna novotvorina plućne ovojnice
  - C78.3 Sekundarna zloćudna novotvorina ostalih i nespecificiranih dišnih organa
  - C78.4 Sekundarna zloćudna novotvorina tankoga crijeva
  - C78.5 Sekundarna zloćudna novotvorina debelog crijeva i rektuma
  - C78.6 Sekundarna zloćudna novotvorina retroperitoneja i peritoneja
  - C78.7 Sekundarna zloćudna novotvorina jetre
  - C78.8 Sekundarna zloćudna novotvorina ostalih i nespecificiranih probavnih organa

- C79 Sekundarna zloćudna novotvorina ostalih sijela
  - C79.0 Sekundarna zloćudna novotvorina bubrega i bubrežne zdjelice
  - C79.1 Sekundarna zloćudna novotvorina mokraćnoga mjehura te ostalih i nespecificiranih urinarnih organa
  - C79.2 Sekundarna zloćudna novotvorina kože
  - C79.3 Sekundarna zloćudna novotvorina mozga i moždanih ovojnica
  - C79.4 Sekundarna zloćudna novotvorina ostalih i nespecificiranih dijelova živčanog sustava
  - C79.5 Sekundarna zloćudna novotvorina kosti i koštane srži
  - C79.6 Sekundarna zloćudna novotvorina jajnika
  - C79.7 Sekundarna zloćudna novotvorina nadbubrežne žlijezde
  - C79.8 Sekundarna zloćudna novotvorina ostalih specificiranih sijela

- C80 Zloćudna novotvorina bez specificiranog sijela
  - C80.0 Zloćudna novotvorina bez specificiranog sijela

### (C81-C96) - Zloćudne novotvorine specificirane primarno limfnoga, hematopoeznoga i srodnih tkiva
- C81 Hodgkinova bolest
  - C81.0 Pretežno limfocitarna
  - C81.1 Nodularna skleroza
  - C81.2 Mješovitih stanica
  - C81.3 S gubitkom limfocita
  - C81.7 Ostali oblici Hodgkinove bolesti
  - C81.9 Hodgkinova bolest, nespecificirana

- C82 Folikularni /nodularni/ non-Hodgkinov limfom
  - C82.0 Malih segmentiranih stanica, folikularni
  - C82.1 Miješani, malih segmentiranih i velikih stanica, folikularni
  - C82.2 Velikih stanica, folikularni
  - C82.7 Ostale vrste folikularnog non-Hodgkinova limfoma
  - C82.9 Folikularni non-Hodgkinov limfom, nespecificiran

- C83 Difuzni non-Hodgki nov limfom
  - C83.0 Malih stanica (difuzni)
  - C83.1 Malih segmentiranih stanica (difuzni)
  - C83.2 Miješanih malih i velikih stanica (difuzni)
  - C83.3 Velikih stanica (difuzni)
  - C83.4 Imunoblastični (difuzni)
  - C83.5 Limfoblastični (difuzni)
  - C83.6 Nediferencirani (difuzni)
  - C83.7 Burkittov tumor
  - C83.8 Ostale vrste difuznoga non-Hodgkinova limfoma
  - C83.9 Difuzni non-Hodgkinov limfom, nespecificiran

- C84 Periferni i kožni limfomi stanica T ==
  - C84.0 Mycosis fungoides
  - C84.1 Sezarijeva bolest
  - C84.2 Limfom T-zone
  - C84.3 Limfoepiteloidni limfom
  - C84.4 Periferni limfom T-stanica
  - C84.5 Ostali i nespecificirani limfomi T-stanica

- C85 Ostale i nespecificirane vrste non-Hodgkinova limfoma
  - C85.0 Limfosarkom
  - C85.1 Limfom stanica-B, nespecificiran
  - C85.7 Ostale specificirane vrste non-Hodgkinovih limfoma
  - C85.9 Non-Hodgkinov limfom, nespecificirana vrsta

- C88 Zloćudne imunoproliferativne bolesti
  - C88.0 Waldenstromova makroglobulinemija
  - C88.1 Bolest alfa teških lanaca
  - C88.2 Bolest gama teških lanaca
  - C88.3 Imunoproliferativna bolest tankoga crijeva
  - C88.7 Ostale zloćudne imunoproliferativne bolesti
  - C88.9 Zloćudna imunoproliferativna bolest, nespecificirana

- C90 Multipli mijelom i zloćudne plazmocitne novotvorine
  - C90.0 Multipli mijelom
  - C90.1 Plaumocitna leukemija
  - C90.2 Plazmocitom, ekstramedularni

- C91 Limfatična leukemija
  - C91.0 Akutna limfoblastična leukemija
  - C91.1 Kronična limfocitna leukemija
  - C91.2 Subakutna limfocitna leukemija
  - C91.3 Prolimfocitna leukemija
  - C91.4 Hairy-cell leukemija (triholeukemija) (leukemija vlasastih stanica)
  - C91.5 Leukemija zrelih stanica-T
  - C91.7 Ostale limfatične leukemije
  - C91.9 Limfatična leukemija, nespecificirana

- C92 Mijeloična leukemija
  - C92.0 Akutna mijeloična leukemija
  - C92.1 Kronična mijeloična leukemija
  - C92.2 Subakutna mijeloična leukemija
  - C92.3 Mijeloidni sarkom
  - C92.4 Akutna promijelocitna leukemija
  - C92.5 Akutna mijelomonocitna leukemija
  - C92.7 Ostale mijeloične leukemije
  - C92.9 Mijeloična leukemija, nespecificirana

- C93 Monocitna leukemija
  - C93.0 Akutna monocitna leukemija
  - C93.1 Kronična monocitna leukemija
  - C93.2 Subakutna monocitna leukemija
  - C93.7 Druga monocitna leukemija
  - C93.9 Monocitna leukemija, nespecificirana

- C94 Ostale leukemije specificirane vrste stanica
  - C94.0 Akutna eritremija i eritoleukemija
  - C94.1 Kronična eritremija
  - C94.2 Akutna megakarioblastična leukemija
  - C94.3 Leukemija mastocitnih stanica
  - C94.4 Akutna panmijeloza
  - C94.5 Akutna mijelofibroza
  - C94.7 Ostale specificirane leukemije

- C95 Leukemija stanica nespecificirane vrste
  - C95.0 Akutna leukemija stanica nespecificirane vrste
  - C95.1 Kronična leukemija stanica nespecificirane vrste
  - C95.2 Subakutna leukemija stanica nespecificirane vrste
  - C95.7 Druga leukemija stanica nespecificirane vrste
  - C95.9 Leukemija, nespecificirana

- C96 Ostale i nespecificirane zloćudne novotvorine limfnoga, hematopoeznoga i srodnih tkiva
  - C96.0 Letterer-Siweova bolest
  - C96.1 Zloćudna histiocitoza
  - C96.2 Zloćudni tumor mastocitnih stanica
  - C96.3 Pravi histocitni limfom
  - C96.7 Ostale specificirane zloćudne novotvorine limfnoga, hematopoeznoga i srodnih tkiva
  - C96.9 Zloćudna novotvorina limfnoga, hematopoeznoga i srodnih tkiva, nespecificirana

### (C97) - Zloćudne novotvorine neovisnih (primarnih) višestrukih sijela
- C97 Zloćudne novotvorine neovisnih (primarnih) višestrukih sijela
  - C97.0 Zloćudne novotvorine neovisnih (primarnih) višestrukih sijela

### (D00-D09) - Karcinomi in situ
- D00 Karcinom in situ usne šupljine, jednjaka i želuca
  - D00.0 Usna, usna šupljina i ždrijelo
  - D00.1 Jednjak
  - D00.2 Karcinom in situ, želudac

- D01 Karcinom in situ ostalih i nespecificiranih probavnih organa
  - D01.0 Debelo crijevo (kolon)
  - D01.1 Rektosigmoidni prijelaz
  - D01.2 Završno debelo crijevo (rektum)
  - D01.3 Anus i analni kanal
  - D01.4 Ostali i nespecificirani dijelovi crijeva
  - D01.5 Jetra, žučni mjehur i žučni vodovi
  - D01.7 Ostali specificirani probavni organi
  - D01.9 Probavni organ, nespecificiran

- D02 Karcinom in situ srednjeg uha i dišnog sustava
  - D02.0 Grkljan (larinks)
  - D02.1 Dušnik (traheja)
  - D02.2 Bronh i pluća
  - D02.3 Ostali dijelovi dišnog sustava
  - D02.4 Dišni sustav, nespecificiran

- D03 Melanom in situ
  - D03.0 Melanom in situ usne
  - D03.1 Melanom in situ očne vjeđe, uključujući kantus
  - D03.2 Melanom in situ uha i vanjskoga ušnog kanala
  - D03.3 Melanom in situ ostalih i nespecificiranih dijelova lica
  - D03.4 Melanom in situ vlasišta i vrata
  - D03.5 Melanom in situ trupa
  - D03.6 Melanom in situ ruke, uključujući rame
  - D03.7 Melanom in situ noge, uključujući kuk
  - D03.8 Melanom in situ ostalih sijela
  - D03.9 Melanom in situ, nespecificiran

- D04 Karcinom in situ kože
  - D04.0 Koža usne
  - D04.1 Koža očne vjeđe, uključujući kantus
  - D04.2 Koža uha i vanjskoga ušnog kanala
  - D04.3 Koža ostalih i nespecificiranih dijelova lica
  - D04.4 Koža vlasišta i vrata
  - D04.5 Koža trupa
  - D04.6 Koža ruke, uključujući rame
  - D04.7 Koža noge, uključujući kuk
  - D04.8 Koža ostalih sijela
  - D04.9 Koža, nespecificirana

- D05 Karcinom in situ dojke
  - D05.0 Lobularni karcinom in situ
  - D05.1 Intraduktalni karcinom in situ
  - D05.7 Ostali karcinomi dojke in situ
  - D05.9 Karcinom in situ dojke, nespecificiran

- D06 Karcinom in situ vrata maternice (cerviksa uterusa)
  - D06.0 Endocerviks
  - D06.1 Egzocerviks
  - D06.7 Ostali dijelovi cerviksa
  - D06.9 Cerviks, nespecificiran

- D07 Karcinom in situ ostalih i nespecificiranih spolnih organa
  - D07.0 Endometrij
  - D07.1 Stidnica (vulva)
  - D07.2 Rodnica (vagina)
  - D07.3 Ostali i nespecificirani ženski spolni organi
  - D07.4 Spolni ud (penis)
  - D07.5 Prostata
  - D07.6 Ostali i nespecificirani muški spolni organi

- D09 Karcinom in situ ostalih i nespecificiranih sijela
  - D09.0 Mokraćni mjehur
  - D09.1 Ostali i nespecificirani urinarni organi
  - D09.2 Oko
  - D09.3 Karcinom in situ, štitnjača i ostale endokrine žlijezde
  - D09.7 Karcinom in situ ostalih specificiranih sijela
  - D09.9 Karcinom in situ, nespecificiran

### (D10-D36) - Dobroćudne novotvorine
- D10 Dobroćudna novotvorina usta i ždrijela
  - D10.0 Usna
  - D10.1 Jezik
  - D10.2 Dno usta
  - D10.3 Ostali i nespecificirani dijelovi usta
  - D10.4 Tonzila
  - D10.5 Ostali dijelovi orofarinksa
  - D10.6 Nazofarinks
  - D10.7 Hipofarinks
  - D10.9 Farinks, nespecificiran

- D11 Dobroćudna novotvorina velikih žlijezda slinovnica
  - D11.0 Parotidna žlijezda
  - D11.7 Ostale velike žlijezde slinovnice
  - D11.9 Velika žlijezda slinovnica, nespecificirana

- D12 Dobroćudna novotvorina kolona, rektuma, anusa i analnog kanala
  - D12.0 Cekum
  - D12.1 Crvuljak (apendiks)
  - D12.2 Uzlazno debelo crijevo (ascendentni kolon)
  - D12.3 Poprečno debelo crijevo (transverzalni kolon)
  - D12.4 Silazno debelo crijevo (descendentni kolon)
  - D12.5 Sigmoidni kolon
  - D12.6 Kolon, nespecificiran
  - D12.7 Rektosigmoidni prijelaz
  - D12.8 Završno debelo crijevo (rektum)
  - D12.9 Dobroćudna novotvorina, čmar (anus) i analni kanal

- D13 Dobroćudna novotvorina ostalih i nedovoljno definiranih dijelova probavnog sustava
  - D13.0 Jednjak
  - D13.1 Dobroćudna novotvorina, želudac
  - D13.2 Dvanaesnik (duodenum)
  - D13.3 Ostali i nespecificirani dijelovi tankoga crijeva
  - D13.4 Jetra
  - D13.5 Ekstrahepatični žučni vodovi
  - D13.6 Gušterača
  - D13.7 Endokrina gušterača
  - D13.9 Nedovoljno definirana sijela u probavnom sustavu

- D14 Dobroćudna novotvorina srednjeg uha i dišnog sustava
  - D14.0 Srednje uho, nosna šupljina i akcesorni sinusi
  - D14.1 Grkljan (larinks)
  - D14.2 Dušnik (traheja)
  - D14.3 Bronh i pluća
  - D14.4 Dišni sustav, nespecificiran

- D15 Dobroćudna novotvorina ostalih i nespecificiranih intratorakalnih organa
  - D15.0 Prsna žlijezda (timus)
  - D15.1 Srce
  - D15.2 Sredoprsje (medijastinum)
  - D15.3 Ostali specificirani intratorakalni organi
  - D15.9 Intratorakalni organ, nespecificiran

- D16 Dobroćudna novotvorina kosti i zglobne hrskavice
  - D16.0 Lopatica (skapula) i dugačke kosti ruke
  - D16.1 Kratke kosti ruke
  - D16.2 Dugačke kosti noge
  - D16.3 Kratke kosti noge
  - D16.4 Kosti lubanje i lica
  - D16.5 Kost donje čeljusti
  - D16.6 Kralježnica
  - D16.7 Rebra, sternum i klavikula
  - D16.8 Zdjelične kosti, sakrum i kokcigij
  - D16.9 Kost i zglobna hrskavica, nespecificirani

- D17 Dobroćudne lipomatozne novotvorine
  - D17.0 Dobroćudna lipomatozna novotvorina kože i potkožnoga tkiva glave, lica i vrata
  - D17.1 Dobroćudna lipomatozna novotvorina kože i potkožnoga tkiva trupa
  - D17.2 Dobroćudna lipomatozna novotvorina kože i potkožnoga tkiva udova
  - D17.3 Dobroćudna lipomatozna novotvorina kože i potkožnoga tkiva ostalih i nespecificiranih sijela
  - D17.4 Dobroćudna lipomatozna novotvorina intratorakalnih organa
  - D17.5 Dobroćudna lipomatozna novotvorina intraabdominalnih organa
  - D17.6 Dobroćudna lipomatozna novotvorina sjemene vrpce
  - D17.7 Dobroćudna lipomatozna novotvorina ostalih sijela
  - D17.9 Dobroćudna lipomatozna novotvorina, nespecificirana

- D18 Hemangiom i limfangiom bilo kojeg sijela
  - D18.0 Hemangiom bilo kojeg sijela
  - D18.1 Limfangiom bilo kojeg sijela

- D19 Dobroćudna novotvorina mezotelijalnoga tkiva
  - D19.0 Mezotelijalno tkivo pleure
  - D19.1 Mezotelijalno tkivo peritoneja
  - D19.7 Mezotelijalno tkivo ostalih sijela
  - D19.9 Mezotelijalno tkivo, nespecificirano

- D20 Dobroćudna novotvorina mekoga tkiva retroperitoneja i peritoneja
  - D20.0 Retroperitonej
  - D20.1 Peritonej

- D21 Ostale dobroćudne novotvorine vezivnoga i ostaloga mekoga tkiva
  - D21.0 Vezivno i ostalo meko tkivo glave, lica i vrata
  - D21.1 Vezivno i ostalo meko tkivo ruke, uključujući rame
  - D21.2 Vezivno i ostalo meko tkivo noge, uključujući kuk
  - D21.3 Vezivno i ostalo meko tkivo prsnog koša
  - D21.4 Vezivno i ostalo meko tkivo trbušne šupljine
  - D21.5 Vezivno i ostalo meko tkivo zdjelice
  - D21.6 Vezivno i ostalo meko tkivo trupa, nespecificirano
  - D21.9 Vezivno i ostalo meko tkivo, nespecificirano

- D22 Melanocitni madež
  - D22.0 Melanocitni madež usne
  - D22.1 Melanocitni madež očne vjeđe, uključujući kantus
  - D22.2 Melanocitni madež uha i vanjskoga ušnog kanala
  - D22.3 Melanocitni madež ostalih i nespecificiranih dijelova lica
  - D22.4 Melanocitni madež vlasišta i vrata
  - D22.5 Melanocitni madež trupa
  - D22.6 Melanocitni madež gornjeg uda, uključujući rame
  - D22.7 Melanocitni madež donjeg uda, uključujući kuk
  - D22.9 Melanocitni madež, nespecificiran

- D23 Ostale dobroćudne novotvorine kože
  - D23.0 Koža usne
  - D23.1 Koža očne vjeđe, uključujući kantus
  - D23.2 Koža uha i vanjskoga ušnog kanala
  - D23.3 Koža ostalih i nespecificiranih dijelova lica
  - D23.4 Koža vlasišta i vrata
  - D23.5 Koža trupa
  - D23.6 Koža ruke, uključujući rame
  - D23.7 Koža noge, uključujući kuk
  - D23.9 Koža, nespecificirana

- D24 Dobroćudna novotvorina dojke
  - D24.0 Dobroćudna novotvorina dojke

- D25 Leiomiom maternice
  - D25.0 Submukozni lejomiom maternice
  - D25.1 Intramuralni lejomiom maternice
  - D25.2 Supserozni lejomiom maternice
  - D25.9 Lejomiom maternice, nespecificiran

- D26 Ostale dobroćudne novotvorine maternice
  - D26.0 Vrat maternice
  - D26.1 Tijelo maternice
  - D26.7 Ostali dijelovi maternice
  - D26.9 Maternica, nespecificirana

- D27 Dobroćudna novotvorina jajnika (ovarija)
  - D27.0 Dobroćudna novotvorina jajnika (ovarija)

- D28 Dobroćudna novotvorina ostalih i nespecificiranih ženskih spolnih organa
  - D28.0 Stidnica (vulva)
  - D28.1 Rodnica (vagina)
  - D28.2 Jajovod i sveze (ligamenti)
  - D28.7 Ostali specificirani ženski spolni organi
  - D28.9 Dobroćudna novotvorina, ženski spolni organ, nespecificiran

- D29 Dobroćudna novotvorina muških spolnih organa
  - D29.0 Spolni ud (penis)
  - D29.1 Kestenjača (prostata)
  - D29.2 Sjemenik (testis)
  - D29.3 Pasjemenik (epididimis)
  - D29.4 Mošnja (skrotum)
  - D29.7 Ostali muški spolni organi
  - D29.9 Muški spolni organ, nespecificiran

- D30 Dobroćudna novotvorina mokraćnih organa
  - D30.0 Bubreg
  - D30.1 Bubrežna zdjelica
  - D30.2 Mokraćovod (ureter)
  - D30.3 Mokraćni mjehur
  - D30.4 Mokraćna cijev (uretra)
  - D30.7 Ostali mokraćni organi
  - D30.9 Mokraćni organ nespecificiran

- D31 Dobroćudna novotvorina oka i adneksa
  - D31.0 Spojnica oka (konjunktiva)
  - D31.1 Rožnica (korneja)
  - D31.2 Mrežnica (retina)
  - D31.3 Novotvorina nesigurne i nepoznate prirode, žilnica (korioideja)
  - D31.4 Zrakasto (cilijarno) tijelo
  - D31.5 Suzna žlijezda i kanal
  - D31.6 Očna šupljina (orbita), nespecificirana
  - D31.9 Oko, nespecificirano

- D32 Dobroćudna novotvorina moždanih ovojnica (meningi)
  - D32.0 Cerebralne moždane ovojnice
  - D32.1 Spinalne moždane ovojnice
  - D32.9 Moždane ovojnice, nespecificirane

- D33 Dobroćudna novotvorina mozga i ostalih dijelova središnjega živčanog sustava
  - D33.0 Mozak, supratentorijalno
  - D33.1 Mozak, infratentorijalno
  - D33.2 Mozak, nespecificiran
  - D33.3 Kranijalni živci
  - D33.4 Kralježnična moždina
  - D33.7 Ostali specificirani dijelovi središnjega živčanog sustava
  - D33.9 Središnji živčani sustav, nespecificiran

- D34 Dobroćudna novotvorina štitnjače
  - D34.0 Dobroćudna novotvorina štitnjače

- D35 Dobroćudna novotvorina ostalih i nespecificiranih žlijezda s unutrašnjim izlučivanjem (endokrinih)
  - D35.0 Nadbubre`na žlijezda
  - D35.1 Paratireoidna žlijezda
  - D35.2 Hipofiza
  - D35.3 Kraniofaringealni kanal
  - D35.4 Epifiza
  - D35.5 Karotidno tijelo
  - D35.6 Aortno tijelo i ostali paragangliji
  - D35.7 Ostale specificirane endokrine žlijezde
  - D35.8 Pluriglandularna zahvaćenost
  - D35.9 Endokrina žlijezda, nespecificirana

- D36 Dobroćudna novotvorina ostalih i nespecificiranih sijela
  - D36.0 Limfni čvorovi
  - D36.1 Periferni živci i vegetativni (autonomni) živčani sustav
  - D36.7 Ostala specificirana sijela
  - D36.9 Dobroćudna novotvorina nespecificiranog sijela

### (D37-D48) - Novotvorine nesigurne ili nepoznate prirode
- D37 Novotvorine usne šupljine i probavnih organa nesigurne ili nepoznate prirode
  - D37.0 Usna, usna šupljina i ždrijelo
  - D37.1 Novotvorina nesigurne i nepoznate prirode, želudac
  - D37.2 Tanko crijevo
  - D37.3 Crvuljak (apendiks)
  - D37.4 Debelo crijevo (kolon)
  - D37.5 Završno debelo crijevo (rektum)
  - D37.6 Jetra, žučni mjehur i žučni vodovi
  - D37.7 Ostali probavni organi
  - D37.9 Probavni organ, nespecificiran

- D38 Novotvorina srednjeg uha, dišnih i intratorakalnih organa nesigurne i nepoznate prirode
  - D38.0 Grkljan (larinks)
  - D38.1 Dušnik, bronh i pluća
  - D38.2 Pleura
  - D38.3 Medijastinum
  - D38.4 Timus
  - D38.5 Ostali dišni organi
  - D38.6 Dišni organ, nespecificiran

- D39 Novotvorina ženskih spolnih organa nesigurne ili nepoznate prirode
  - D39.0 Maternica (uterus)
  - D39.1 Jajnik (ovarij)
  - D39.2 Posteljica (placenta)
  - D39.7 Ostali ženski spolni organi
  - D39.9 Novotvorina nesigurne i nepoznate prirode, ženski spolni organ, nespecificiran

- D40 Novotovorina muških spolnih organa nesigurne ili nepoznate prirode
  - D40.0 Prostata
  - D40.1 Sjemenik (testis)
  - D40.7 Ostali muški spolni organi
  - D40.9 Muški spolni organ,nespecificiran

- D41 Novotvorina mokraćnih organa nesigurne ili nepoznate prirode
  - D41.0 Bubreg
  - D41.1 Bubrežna zdjelica
  - D41.2 Mokraćni vod (ureter)
  - D41.3 Mokraćna cijev (uretra)
  - D41.4 Mokraćni mjehur
  - D41.7 Ostali mokraćni organi
  - D41.9 Mokraćni organ, nespecificiran

- D42 Novotvorina moždanih ovojnica (meningi) nesigurne ili nepoznate prirode
  - D42.0 Cerebralne moždane ovojnice
  - D42.1 Spinalne moždane ovojnice
  - D42.9 Moždane ovojnice, nespecificirane

- D43 Novotvorina mozga i središnjega živčanog sustava nesigurne ili nepoznate prirode
  - D43.0 Mozak, supratentorijalno
  - D43.1 Mozak, infratentorijalno
  - D43.2 Mozak, nespecificiran
  - D43.3 Moždani (kranijalni) živci
  - D43.4 Kralježnična moždina
  - D43.7 Ostali dijelovi središnjega živčanog sustava
  - D43.9 Središnji živčani sustav, nespecificiran

- D44 Novotvorina žlijezda s unutrašnjim izlučivanjem (endokrinih) nesigurne ili nepoznate prirode
  - D44.0 Novotvorina nesigurne ili nepoznate prirode, štitnjača
  - D44.1 Nadbubrežna žlijezda
  - D44.2 Paratireoidna žlijezda
  - D44.3 Hipofiza
  - D44.4 Kraniofaringealni kanal
  - D44.5 Epifiza
  - D44.6 Karotidno tijelo
  - D44.7 Aortno tijelo i ostali paragangliji
  - D44.8 Pluriglandularna zahvaćenost
  - D44.9 Endokrina žlijezda, nespecificirana

- D45 Policitemija vera
  - D45.0 Policitemija vera

- D46 Mijelodisplastični sindromi
  - D46.0 Refraktarna anemija bez sideroblasta, ako je to navedeno
  - D46.1 Refraktarna anemija sa sideroblastima
  - D46.2 Refraktarna anemija s viškom blasta
  - D46.3 Refraktarna anemija s viškom blasta u transformaciji
  - D46.4 Refraktarna anemija, nespecificirana
  - D46.7 Ostali mijelodisplastični sindromi
  - D46.9 Mijelodisplastični sindrom, nespecificiran

- D47 Ostale novotvorine limfnoga, hematopoeznoga i srodnoga tkiva nesigurne ili nepoznate prirode
  - D47.0 Histocitni i mastocitni tumori nesigurne i nepoznate prirode
  - D47.1 Kronična mijeloproliferativna bolest
  - D47.2 Monoklonalna gamopatija
  - D47.3 Esencijalna (hemoragijska) trombocitemija
  - D47.7 Ostale specificirane novotvorine limfnoga, hematopoeznoga i srodnoga tkiva nesigurne ili nepoznate prirode
  - D47.9 Novotvorina limfnoga, hematopoeznoga i srodnoga tkiva, nesigurne ili nepoznate prirode, nespecificirana

- D48 Novotvorina ostalih i nespecificiranih sijela nesigurne ili nepoznate prirode
  - D48.0 Kost i zglobna hrskavica
  - D48.1 Vezivno tkivo i ostalo meko tkivo
  - D48.2 Periferni živci i autonomni živčani sustav
  - D48.3 Retroperitonej
  - D48.4 Peritonej
  - D48.5 Koža
  - D48.6 Dojka
  - D48.7 Ostala specificirana sijela
  - D48.9 Novotvorina nesigurne ili nepoznate prirode, nespecificirana

## Vanjske poveznice
- MKB-10 (C00-D48) 2007. - WHO[neaktivna poveznica]